# Момчило Живановић
Момчило Живановић (Београд, 29. новембар 1880. — Београд, 6. април 1941) био је српски сликар и графичар.

## Биографија
Рођен је у породици архитекте Душана Живановића. Након завршетка Реалке у Београду уписао је Уметничку академију у Бечу 1899. године. Студирао је графику у Минхенској академији од 1903. Радио је као директор Државне уметничке школе у Београду од 1921. до 1937. године.
У јавном уметничком животу је учествовао као организатор ликовне наставе и писац о појединим питањима из области ликовних уметности. Неки од његових радова из те области су Рефлексије о Ренесанси и о Микеланђелу 1907—1908, Графика и уметничка графика 1934. и Школе за примењену уметност 1938. Један је од оснивача Удружења ликовних уметника Србије 1919, а 1920. године је био секретар Удружења.